# Heinrich (pel·lícula)
Heinrich és una pel·lícula alemanya dirigida per Helma Sanders-Brahms i estrenada el 1977. Heinrich Giskes interpreta l'heroi protagonista.

## Argument
En retrospectiva, la pel·lícula narra principalment els darrers anys de la curta però intensa vida de l'escriptor alemany Heinrich von Kleist (1777-1811), que busca l'absolut, viu amors feliços i infeliços, va conèixer Goethe i va lluitar contra l'invasor francès Napoleó Bonaparte. Al final, les seves lluites constants el van consumir per dintre. Manté una estreta relació amb la seva germana germana Ulrike. "El focus de 'HEINRICH' està sobretot en la inquietud, la cerca, el fragment i la discontinuïtat de la biografia de Kleist".

## Repartiment
- Heinrich Giskes: Heinrich von Kleist
- Grischa Huber: Ulrike von Kleist
- Hannelore Hoger: Henriette Vogel
- Lina Carstens: Dienerin Riebisch
- Sigfrit Steiner: Diener Riebisch
- Heinz Hoenig: Ernst von Pfuel
- Elisabeth Stepanek: Dienstmädchen
- Henning Schlüter: Gastwirt
- Hildegard Wensch: seine Frau
- Stefan Ostertag: Dahlmann
- Sabine Ihmes: Wilhelmine von Zenge

## Producció
Heinrich va ser rodada en 38 dies del 20 de maig al 14 de juny i del 26 d'octubre al 23 de novembre de 1976 a Berlín, París, al llac Brienz, a Iseltwald (Suïssa) i a Werder i Löcknitz (RDA). La pel·lícula es va estrenar el maig de 1977 durant el Festival Internacional de Cinema de Canes. L'estrena a les sales alemanyes va ser el 14 d'octubre de 1977 a Berlín, Múnic i Mannheim.
Günther Naumann i Götz Heymann van ser els responsables dels decorats, Barbara Baum va dissenyar el vestuari. L'actor principal Giskes, el cameraman Thomas Mauch i l'editor de WDR Volker Canaris van treballar en el guió. El manuscrit es recolzava en notes escrites de Kleists.

## Crítiques
| «                     | ‚Heinrich‘ és una pel·lícula que demostra que els bustos de guix dels poetes també es poden passar al cel·luloide " | » |
| — Der Spiegel 28/1977 | |   |

| «                                    | “La vida desgraciada de l'enginyós i romàntic poeta Heinrich von Kleist (1777-1811) en una representació que no està lliure de pathos i kitsch artesanals. Molt superficial com a interpretació de Kleist, en què l'aspecte metafísic en l'obra i la persona de Kleist gairebé no rep cap atenció, sinó que les seves relacions humanes es troben en primer pla. Independentment d'alguns detalls reveladors, caracteritzats per una comprensió obsoleta de la música clàssica i formalment afectats de debilitats; captivant, però, amb el seu luxós disseny visual". | » |
| — Lexikon des Internationalen Films, | |   |

## Premis i nominacions
Als Deutscher Filmpreis de 1977 va rebre el premi al llargmetratge destacat i el premi al millor guió. També va participar en la selecció oficial del Festival Internacional de Cinema de Sant Sebastià 1977.